# Enoicyla
Enoicyla is een geslacht van schietmotten uit de familie van de Limnephilidae. Het geslacht werd voor het eerst wetenschappelijk beschreven door Rambur in 1842.
De Enoicyla zijn uniek onder de schietmotten in de zin dat hun larven in de strooisellaag leven.

## Soorten
Het genus bevat de volgende soorten:

- Enoicyla costae McLachlan, 1876
- Enoicyla pusilla (Burmeister, 1839)
- Enoicyla reichenbachii (Kolenati, 1848)